# 東北ココから
『東北ココから』（とうほく・ココから）は、NHK仙台放送局ほか東北地方6県向けにNHK総合テレビジョンで生放送されている地域情報番組である。
2018年4月に『クローズアップ東北』を継承する形で開始され、東北地方各地における諸問題、地域や季節の話題を題材にしたルポルタージュ、スタジオ討論、また東日本大震災からの復興を目指す東北の現状などを取材したドキュメントなどを放送している。
NHKプラスご当地配信対象番組。企画によってはキャラクター「おせっかめ」が登場する回もある（声は伊達さゆり）。

## 放送日時
- 本放送：原則として毎週金曜（祝日・特定特番日などは除く）19時30分 - 19時57分
- 再放送：原則として毎週土曜 10時30分 - 11時

年数回延長あり（本放送は20時42分まで、再放送は11時42分までの場合もあるが、内容によっては行われない日もある）

### 県域差し替え
当番組は月1回ペース（年10回程度）の割合で、宮城県のみの単県放送となる回があるほか、以下の各県でも月に1 - 2回程度の県域差し替え放送（この場合でも、県域差し替えの再放送でない限り、他の県においては土曜日の再放送を初回放送扱いで放送する作品もある）が行われる。
- NHK青森放送局：発見！あおもり深世界（月1回ペース・年10回程度）
- NHK盛岡放送局：いわチャン（月1回ペース・年12回程度）
- NHK秋田放送局：きんよる秋田（月1 - 2回ペース〈月による〉・年19回程度）
- NHK山形放送局：やまコレ（月1 - 2回ペース〈月による〉・年18回程度）
- NHK福島放送局：ココに福あり fMAP（月1回ペース・年10回程度）

これらの再放送は、青森は主に土曜日 9時30分 - 9時55分、それ以外も日曜日 13時5分 - 13時35分の枠で随時再放送されている。